# Kötegyán
Kötegyán là một thị trấn thuộc hạt Békés, Hungary. Thị trấn này có diện tích 42,95 km², dân số năm 2010 là 1369 người, mật độ 32 người/km².